# Kalangan (Tunjungan)
Kalangan is een bestuurslaag in het regentschap Blora van de provincie Midden-Java, Indonesië. Kalangan telt 3066 inwoners (volkstelling 2010).